# Henri IV d'Anhalt-Bernbourg
Pour les articles homonymes, voir Henri IV.
Henri IV est un prince de la maison d'Ascanie mort le 7 juillet 1374. Il règne sur la principauté d'Anhalt-Bernbourg de 1354 à sa mort.

## Biographie
Henri IV est le deuxième fils du prince Bernard III d'Anhalt-Bernbourg et de sa première femme Agnès, fille de l'électeur Rodolphe Ier de Saxe. Il succède à son frère aîné Bernard IV à sa mort, en 1354.
À sa mort, c'est son demi-frère cadet Othon III qui lui succède.

## Mariage et descendance
Henri IV et son épouse Sophie (peut-être issue de la maison de Stolberg) ont trois enfants :
- Bernard V (mort le 24 juin 1420), prince d'Anhalt-Bernbourg ;
- Rodolphe (mort le 28 novembre 1406), chanoine de la cathédrale de Magdebourg en 1390/92.  Chanoine des cathédrales d'Halberstadt et de Hildesheim. Élu évêque d'Halberstadt en 1400, prend possession de son siège en 1401 ;
- Adélaïde (morte après le 2 février 1374), abbesse de Gernrode.